# HE 0430-2457
Désignations
HE 0430-2457 est un système binaire à longue période constitué d'une pré-naine blanche à masse extrêmement faible et d'une étoile compagnon de type spectral K.

## Structure et membres
Le système binaire HE 0430-2457 a une période de révolution de 771 ± 3 jours. Les modèles d'évolution de binaires montrent que HE 0430-2457 est probablement le résultat de la fusion de la binaire centrale d'un système triple hiérarchique.

### HE 0430-2457 A, la pré-naine blanche
L'objet primaire est une pré-naine blanche à masse extrêmement faible. Sa température effective est de 26 200 ± 1 500 kelvins et sa gravité de surface vaut log(g [cgs]) = 5,40 ± 0,35, plaçant l'étoile dans la région occupée par les étoiles sous-naines B brûlant l'hélium dans leur cœur. Sa masse, déterminée comme égale à 23 % de celle du Soleil, est trop faible pour la fusion de l'hélium en son cœur, ce qui indique qu'il ne s'agit pas d'une étoile de la branche horizontale extrême mais d'une pré-naine blanche à masse extrêmement faible.